# Івановка (Гафурійський район)
Іва́новка (рос. Ивановка, башк. Ивановка) — село у складі Гафурійського району Башкортостану, Росія. Входить до складу Білоозерської сільської ради.
Населення — 59 осіб (2010; 80 в 2002).
Національний склад:
- росіяни — 66%